# No One Lives Under the Lighthouse
No One Lives Under the Lighthouse (укр. Ніхто не живе під маяком) — це пригодницька гра жахів 2020 року. Гра була розроблена українським незалежним розробником ігор Marevo Collective і випущена 21 квітня 2020 року, як гра для ПК.
Гра нагадує ігри епохи PlayStation 1, насамперед спрощеною графікою з низьким числом полігонів. Гра має мінімалістичний інтерфейс користувача без дисплею. Геймплей зосереджений на дослідженні та вирішенні головоломок. Гравці беруть на себе роль доглядача маяка, який береться за роботу після зникнення попереднього доглядача маяка. Одним з джерел натхнення є фільм Роберта Еґґерса «Маяк» 2019 року.